# Up in Central Park
Up in Central Park è un film del 1948 diretto da William A. Seiter.
È un musical statunitense con Deanna Durbin, Dick Haymes e Vincent Price. È basato sulla commedia teatrale di Broadway Up in Central Park di Herbert Fields.

## Trama
A New York verso il 1870, mentre la città si prepara per le prossime elezioni, il corrotto politico Boss William Tweed e i suoi collaboratori stanno lavorando duramente per far rieleggere i propri candidati, tra cui il sindaco Oakley, al fine di continuare a sfruttare le casse della città e dello stato. Tra i pochi che si oppongono a Boss Tweed vi è John Matthews, un ingenuo giovane giornalista del New York Times.
Quando l'immigrato irlandese Timothy Moore e sua figlia, l'aspirante cantante Rosie, arrivano a New York sperando in una vita migliore, sono subito presi sotto la protezione di Rogan, uno degli uomini di Boss Tweed. L'analfabeta Timothy si impegna a votare ventitré volte per i candidati di Tweed e viene premiato con 50 dollari e un invito alla festa per la vittoria di Boss Tweed. Alla festa Rosie ascolta inavvertitamente l'ultimo piano di Boss Tweed per saccheggiare le casse della città, attraverso l'inutile rinnovamento di Central Park. Temendo che Rosie possa conoscere il suo piano, Boss Tweed nomina l'inconsapevole Timothy al posto di Sovrintendente del Parco.
Pochi giorni dopo Timothy, nuovo Sovrintendente del Parco, incontra John, senza sapere che lui è un reporter. Timothy gli rivela che alcuni degli animali dello zoo del parco sono allevati per il consumo di Boss Tweed. Dopo che la storia di John appare sul giornale, Timothy viene licenziato; Rosie riesce però a far dare al padre un'altra possibilità da Boss Tweed, che è attratto da lei. Anche John è colpito da Rosie e cerca di convincerla della disonestà di Boss Tweed, ma senza successo. Più tardi quella sera Rosie quasi scopre il vero carattere di Boss Tweed, quando lui fa numerosi tentativi amorosi verso di lei durante la cena, ma viene interrotto da Timothy, che crede erroneamente di essere stato invitato.
Poco dopo John scopre che Timothy frequenta una scuola serale; con l'aiuto dell'insegnante Miss Murch, il vecchio uomo scopre la corruzione di Boss Tweed. Quando Timothy cerca di raccontarlo alla figlia, lei si rifiuta di ascoltare perché coinvolta sentimentalmente con l'uomo sposato. Grazie all'influenza di Boss Tweed, Rosie fa un'audizione per una compagnia d'opera e le viene offerta una parte.
Nel frattempo Timothy, preoccupato sempre più dalla possibile relazione di sua figlia con Tweed, si offre di aiutare John ad ottenere prove contro il politico. Dopo essere entrati in municipio, sono scoperti dal sindaco Oakley, che è però ubriaco, e riescono così a prendere dei documenti finanziari segreti. Lo scandalo esplode sui giornali e Boss Tweed e i suoi soci si preparano a lasciare il paese. Prima di partire, Rosie incontra Tweed, che non appare pentito delle sue azioni. Rosie, delusa, vaga per Central Park, dove è trovata da Timothy e John. Dopo aver chiesto perdono al padre, Rosie si riavvicina a John.

## Produzione
Il film, diretto da William A. Seiter su una sceneggiatura di Karl Tunberg, fu prodotto da Karl Tunberg per la Universal Pictures e girato negli Universal Studios a Universal City in California.

## Distribuzione
Il film fu distribuito negli Stati Uniti dal 26 maggio 1948 al cinema dalla Universal Pictures.
Alcune delle uscite internazionali sono state:
- in Finlandia il 30 settembre 1949 (Oi, millainen tyttö)
- in Portogallo il 16 agosto 1952 (O Tirano da Cidade)
- in Grecia (Skandala sto parko)

## Critica
Secondo Leonard Maltin è una "deludente versione cinematografica" dell'originale teatrale "con molte canzoni in meno".